# Police du Nigeria
La police du Nigeria (en anglais : Nigeria Police Force, ou NPF) est le premier organisme d'application de la loi, ainsi que le principal organisme de sécurité au Nigeria.
Désignée par la constitution de 1999 comme la police nationale du Nigeria avec une compétence exclusive dans tout le pays, elle a en 2016 un effectif d'environ 371 800 personnes. La police nigériane est une organisation composée de 36 commandements d'État et du territoire de la capitale fédérale (FCT) regroupés en 17 zones et 8 organes administratifs. L'agence est actuellement dirigée par l'inspecteur général de la Police (IGP) Usman Alkali Baba. En 2020, le service subit d'importantes refontes.

## Histoire
En 1879, une gendarmerie haoussa paramilitaire armée de 1 200 membres est formée. En 1896, la police de Lagos est créée. La gendarmerie de la côte du Niger est formée à Calabar en 1894 sous le protectorat de la côte du Niger nouvellement proclamé. Dans le nord, la Royal Niger Company crée la Royal Niger Company Constabulary en 1888 dont le siège est à Lokoja.
Lorsque les protectorats du nord et du sud du Nigeria sont proclamés au début des années 1900, une partie de la police de la Royal Niger Company devient la police du nord du Nigeria et une partie de la police de la côte du Niger est devenue la police du sud du Nigeria. Pendant la période coloniale, la plupart des policiers sont associés aux gouvernements locaux (autorités indigènes). Dans les années 1960, sous la Première République, ces forces sont d'abord régionalisées puis nationalisées. La police nigériane remplit des fonctions de police conventionnelles et est responsable de la sécurité intérieure en général. Elle aide les services pénitentiaires, de l'immigration et des douanes et effectue des tâches militaires à l'intérieur ou à l'extérieur du Nigeria, selon les instructions. Des plans sont annoncés au milieu des années 1980 pour faire passer les effectifs à 200 000 hommes.
En 1983, selon le budget fédéral, l'effectif des forces de police est de près de 152 000 hommes officiellement, mais d'autres sources estimaient qu'il se situait entre 20 000 et 80 000 hommes en réalité. Il y aurait plus de 1 300 commissariats de police dans tout le pays. Les policiers ne sont généralement pas armés mais reçoivent des armes lorsque cela est nécessaire pour des missions ou des circonstances spécifiques. Ils sont déployés dans tout le pays, mais en 1989, bien avant la deuxième dictature militaire du Nigeria, Ibrahim Babangida annonce qu'un plus grand nombre d'officiers seront affectés dans leurs régions d'origine pour faciliter les relations entre la police et la communauté[réf. nécessaire].

## Autorité
La police nigériane est désignée par la Constitution de 1999 comme la police nationale du pays, avec une compétence exclusive dans tout le pays. Cependant, une disposition constitutionnelle existe également pour la création de branches distinctes des forces de police « faisant partie des forces armées de la Fédération pour la protection des ports, des voies navigables, des chemins de fer et des aérodromes ». L'une de ces branches, la police de sécurité portuaire, aurait, en 1990, selon différentes sources, un effectif compris entre 1 500 et 12 000 hommes[réf. nécessaire].

## Organisation
La police du Nigeria s'organise selon une structure administrative à trois niveaux : départements, commandements de zone et d'État.
| Titre / Rangs                    | Salaire mensuel | Salaire annuel | Département de rattachement                            | Tâches effectuées                                         | Tâches effectuées                                    |
| Recrue                           | 9 019,42 ₦      | 108,233 ₦      | Département des finances et de l'administration        | Finances et administration                                | Administration générale et finances                  |
| Agent de police Niveau 03        | 43 293,83 ₦     | 519 525,6 ₦    | Département des opérations                             | Opérations                                                | Prévention du crime, ordre public, sécurité publique |
| Agent de police Niveau 10        | 51 113,59 ₦     | 613 363,08 ₦   | Département de la logistique et de l'approvisionnement | Logistique et approvisionnement                           | Travaux et Gestion du Domaine de la Police           |
| Caporal de police Niveau 04 (1)  | 44 715,53 ₦     | 536 586,36 ₦   | Département des enquêtes criminelles                   | Département des enquêtes criminelles de la Force (FORCID) | Enquête                                              |
| Caporal de police Niveau 04 (10) | 51 113,59 ₦     | 613 363,08 ₦   | Département de la formation et du développement        | Entraînement                                              | Ressources humaines                                  |
| Sergent de police Niveau 05 (1)  | 48 540,88 ₦     | 582 490,56 ₦   | Département de la recherche et de la planification     | Planification, recherche et développement                 | Statistiques et données                              |
| Sergent de police Niveau 05 (10) | 55 973,84 ₦     | 671 686,08 ₦   | Département des technologies de l'information          | Technologies de l'information et de la communication      | La gestion de la communication                       |

La police nigériane est sous le contrôle opérationnel et administratif général d'un inspecteur général (IGP), nommé par le président et responsable du maintien de l'ordre public. Il est appuyé au siège à Lagos par un inspecteur général adjoint (DIG pour Deputy Inspector General) et dans chaque État par des commissaires de police. La constitution de 1979 prévoit une commission des services de police responsable de la politique, de l'organisation, de l'administration et des finances de la police (à l'exception des salaires et pensions).
En février 1989, Ibrahim Babangida abolit la Commission des services de police et crée à sa place le Conseil de la police du Nigeria, sous contrôle présidentiel direct. Le nouveau conseil est présidé par le président ; le chef d'état-major général, le ministre de l'intérieur et l'inspecteur général de la police en font partie. Dans le cadre de la réorganisation du gouvernement en septembre 1990, Alhajji Sumaila Gwarzo, ancien directeur du SSS, est nommé au nouveau poste de ministre d'État aux affaires policières.
À la fin de 1986, la police est réorganisée à l'échelle nationale en sept commandements de zone, qui remplacent une structure de commandement correspondant à chacun des États du Nigeria. Chaque commandement relève d'un commissaire de police et est ensuite divisé en provinces de police et en divisions sous la direction d'officiers locaux. Le quartier général, qui est également un commandement de zone, supervise et coordonne les autres commandements de zone. Plus tard, ces commandements de zone sont regroupés sous les commandements de zone comme suit : 
- Zone 1, siège de Kano, avec les commandements de Kano, Katsina et Jigawa.
- Zone 2, siège de Lagos, avec les commandements de Lagos et Ogun
- Zone 3, siège de Yola, avec les commandements d'Adamawa et de Gombe

La réorganisation de la police nigériane en 1986 est provoquée par une irruption dans l'espace médiatique et public de tensions entre la police et l'armée. Un surintendant est suspendu pour s'être plaint que l'armée a usurpé les fonctions de la police et maintenu les salaires de la police bas. Des bagarres entre la police et les officiers de l'armée ont lieu au sujet de la compétence des patrouilles frontalières. Le chef d'état-major des forces armées annonce alors une réorganisation en profondeur de la police en sept nouveaux commandements de zone et cinq directions (enquêtes criminelles, logistique, approvisionnement, formation et opérations) sous la direction d'inspecteurs généraux adjoints. Environ 2 000 gendarmes et 400 officiers supérieurs de police sont licenciés à la mi-1987, laissant les officiers supérieurs de police mécontents.
Au milieu de l'année 1989, une autre réorganisation est annoncée après l'acceptation par l'AFRC d'un rapport du contre-amiral Murtala Nyako. En 1989, la police nigériane crée une force d'intervention rapide dans chaque État, distincte des unités de police mobiles, spécifiquement pour surveiller les événements politiques et apaiser les troubles pendant la transition vers un régime civil. Chaque unité d'État de 160 à 400 policiers est commandée par un surintendant adjoint et équipée de véhicules, de matériel de communication, d'armes et d'équipements de contrôle des foules, y compris des boucliers anti-émeutes, des matraques et des gaz lacrymogènes. Un Bureau fédéral d'enquête est créé pour succéder à la Direction du renseignement et des enquêtes ; trois directions sont créées pour les opérations, l'administration et la logistique, chacune dirigée par un inspecteur général adjoint.

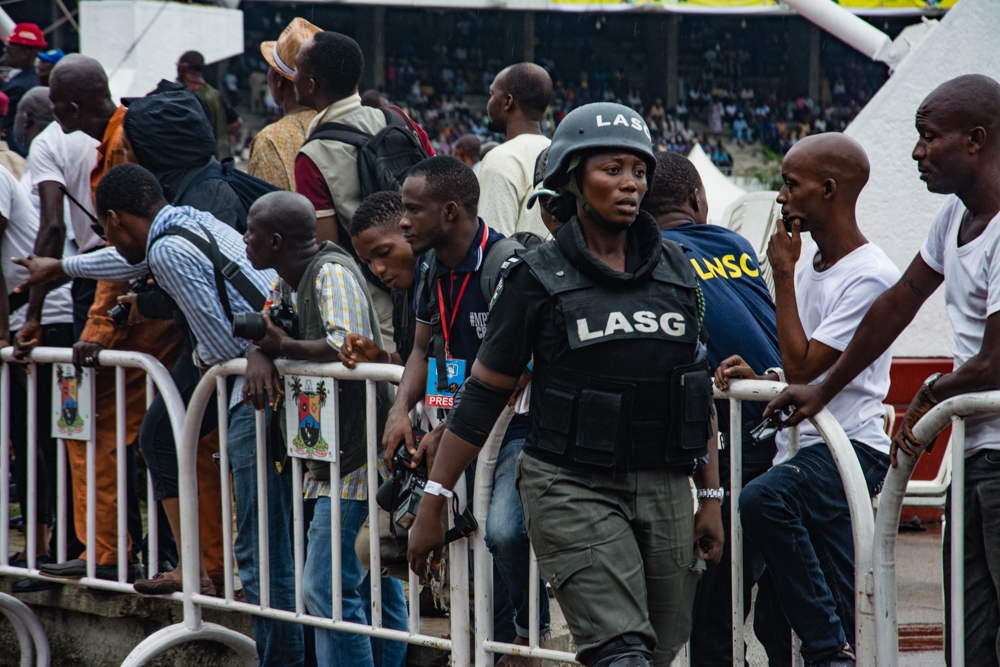
Une policière pendant le festival Eyo

La direction des opérations est subdivisée en quatre unités sous un directeur adjoint - opérations, formation, communications et police mobile. La direction de l'administration est composée d'une unité administrative dirigée par un inspecteur général adjoint, et d'unités du budget et du personnel sous la direction de commissaires. La Direction de la logistique dispose de quatre unités : achats, atelier/transport, approvisionnement et travaux/maintenance. Les arrangements zonaux sont conservés. Cependant, les directeurs adjoints sont autorisés à transférer des officiers jusqu'au grade de surintendant principal, à mettre en place des unités de prévôté, à déployer des unités mobiles et à promouvoir des officiers entre les grades de sergent et d'inspecteur. Les trois directions ci-dessus sont renommées « départements ».

### Département des enquêtes criminelles
Le Département des enquêtes criminelles (FCID) est la plus haute branche d'enquête criminelle de la police nigériane. Le département est dirigé par un inspecteur général adjoint. Ses principales fonctions comprennent l'enquête et la poursuite des affaires pénales graves et complexes à l'intérieur et à l'extérieur du pays. Il coordonne également les enquêtes criminelles dans l'ensemble des États fédérés. Le département est divisé en sections, la plupart d'entre elles étant dirigées par des commissaires de police. Les sections sont :
- I. Administration
- II. Section anti-fraude
- III. Le casier judiciaire central (CCR)
- IV. Escouade spéciale anti-vol (SARS). Le groupe d'opposition End SARS critique ses activités.
- V. X-Squad
- VI. Enquête générale
- VII. Unité spéciale de fraude (SFU)
- VIII. Section juridique
- IX. Laboratoire de police scientifique
- X. Agent de liaison avec Interpol
- XI. Homicide
- XII. Unité de lutte contre la traite des êtres humains
- XIII. Bureau du renseignement (FIB)
- XIV. Annexe DCI Kaduna
- XV. Unité de lutte contre le terrorisme (CTU)

### Force mobile de police

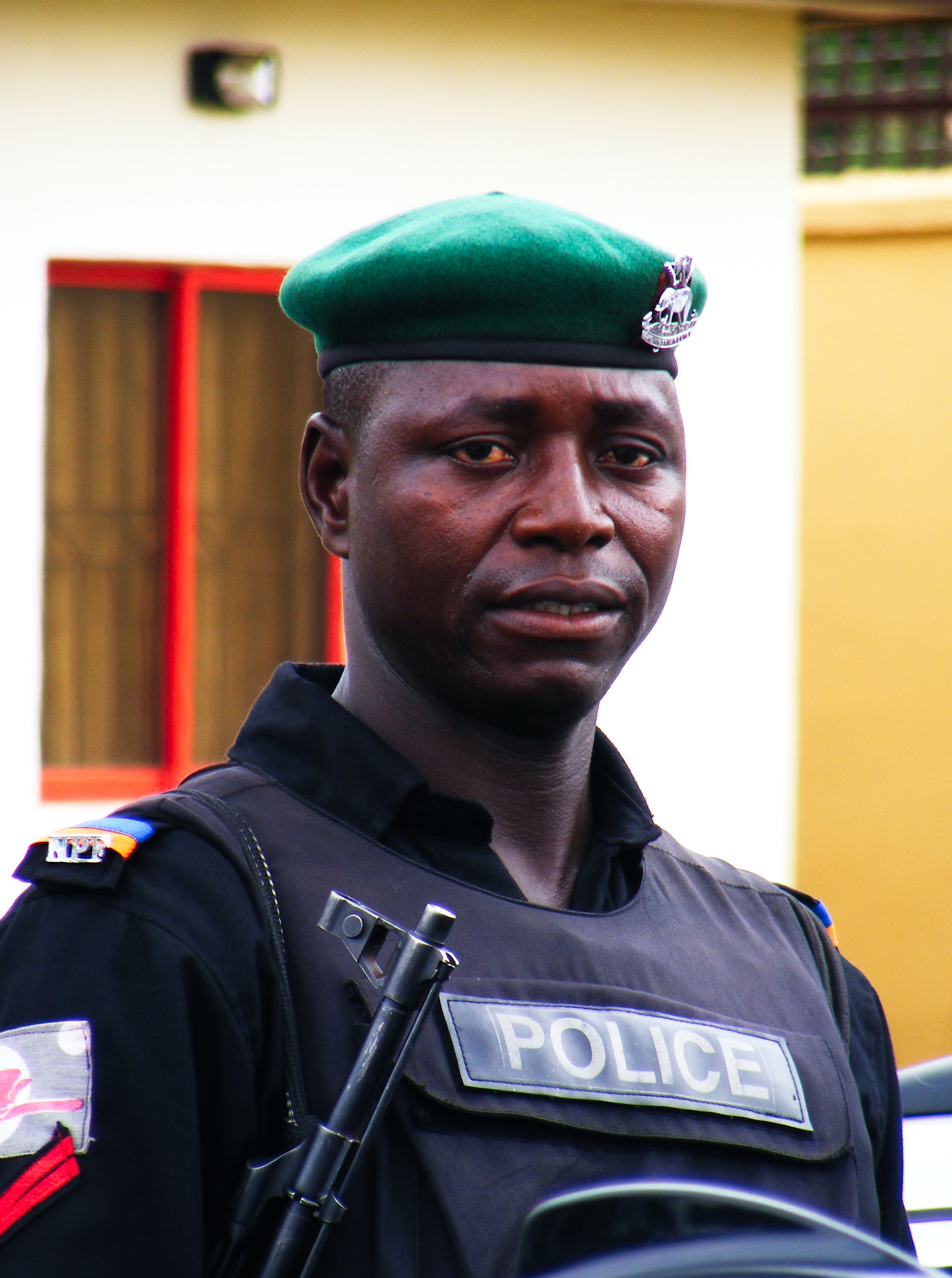
Policier mobile

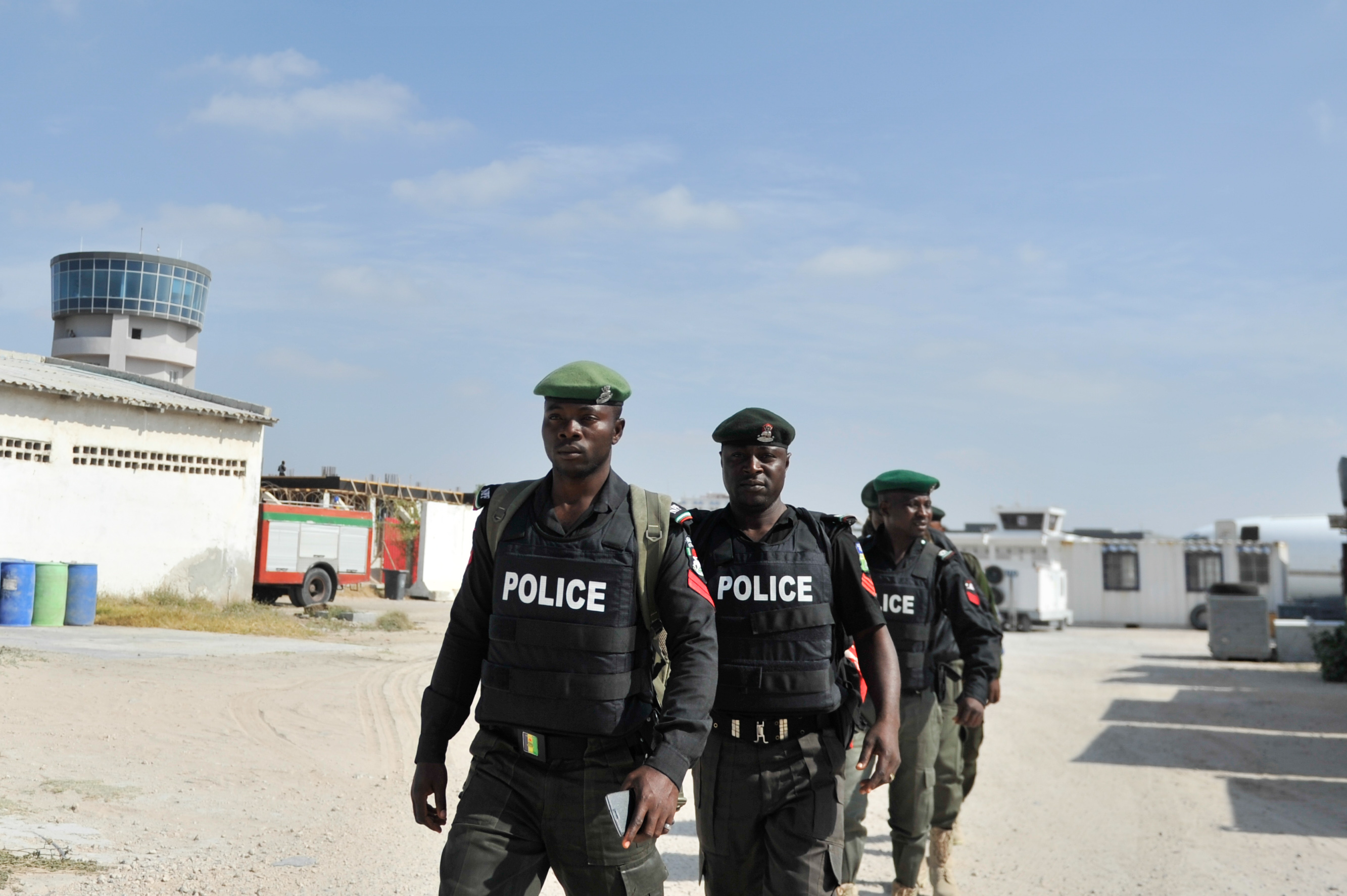
Escouade de police mobile en action

La force mobile de police est créée en tant qu'unité anti-émeute sous le contrôle de l'inspecteur général de la police pour contrer les incidents de troubles civils. Elle prend en charge les opérations lors de crises majeures, auxquelles les unités de police conventionnelles ne peuvent pas faire face.
Il existe actuellement 12 commandements de police mobile, les unités « MOPOL » 1 à 12, qui contrôlent 52 escadrons mobiles de police qui sont répartis entre les 36 commandements d'État et le Territoire de la capitale fédérale.

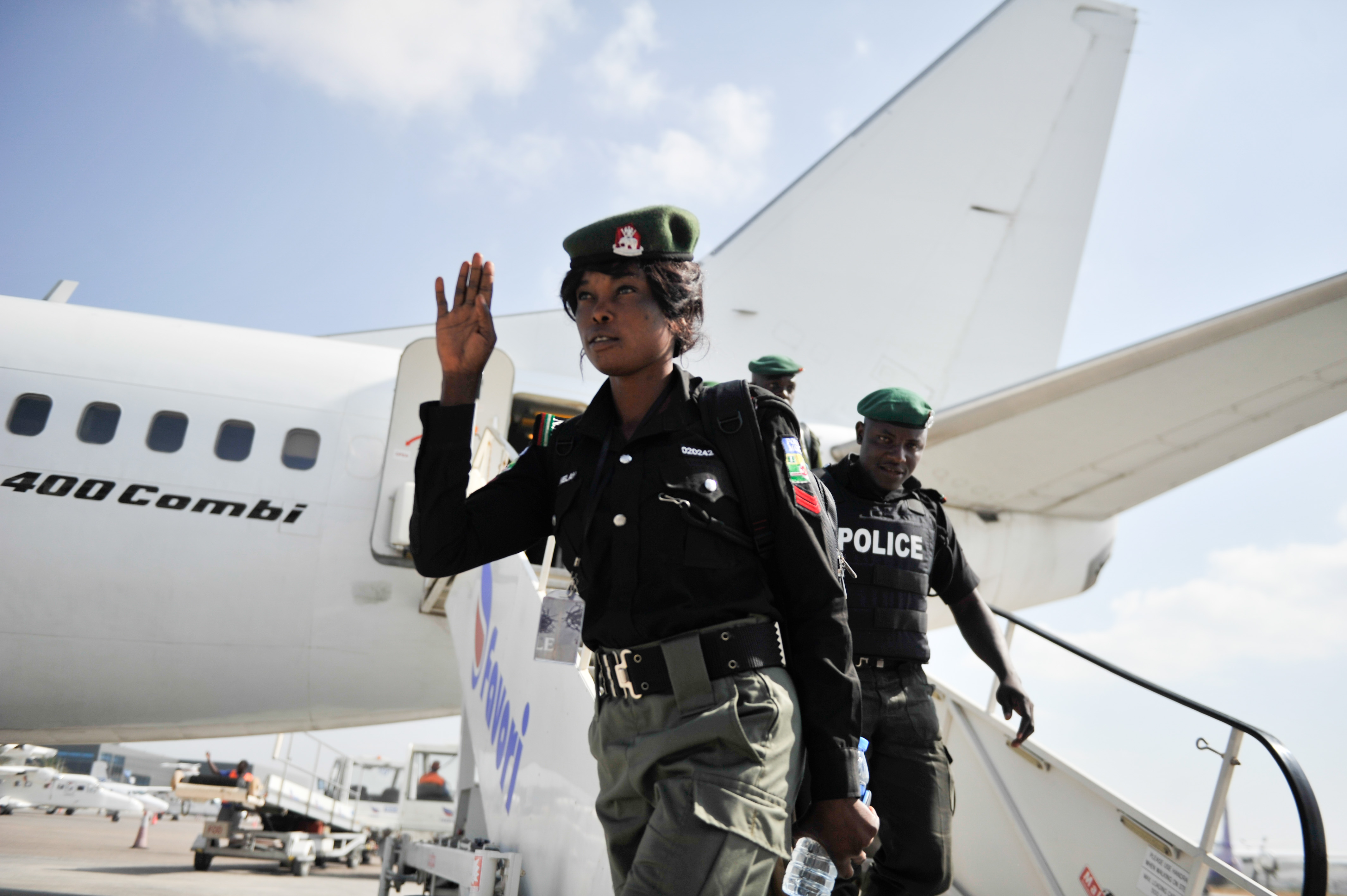
Une femme officier de la police nigériane

## Supervision et contrôle
Trois grandes agences gouvernementales supervisent le contrôle et la supervision de la police nigériane : la Commission des services de police, le Conseil de la police nigériane et le ministère de l'Intérieur.

### Conseil de police du Nigeria (NPC)
Le Conseil de police est composé du président de l'État fédéral, de tous les gouverneurs des États, du président de la Commission des services de police et de l'inspecteur général de la police. Il est chargé d'assurer la supervision générale de la police et de conseiller le Président sur la nomination de l'Inspecteur général.

### Ministère de l'Intérieur
Le ministère fédéral de l'Intérieur est chargé de fournir des services complémentaires de sécurité intérieure et d'autres services auxiliaires au Nigeria.

### Commission des services de police (CSP)
La Commission des services de police (CSP) est l'organisme civil de surveillance de la police. Il est responsable de la nomination, de la promotion et de la discipline de tous les policiers à l'exception de l'inspecteur général de la police. Il collabore, coopère et travaille avec toutes les parties prenantes, à savoir le conseil de police, tous les gouverneurs des États fédérés du Nigeria, le ministre de l'intérieur et l'inspecteur général de la police. Il a pour but de permettre à la police de relever les défis du XXIe siècle.

## Grades
Cette liste présente les différents grades présents dans la police du Nigeria, d'importance hiérarchique croissante.
- Inspecteur général
- Inspecteur général adjoint de la police
- Inspecteur général assistant
- Commissaire de police
- Sous-commissaire de police
- Commissaire de police adjoint
- Surintendant principal de la police
- Surintendant de police
- Surintendant adjoint de la police
- Surintendant assistant de la police
- Surintendant assistant en probation
- Surintendant assistant cadet
- Inspecteur en chef
- Inspecteur principal
- Inspecteur confirmé
- Inspecteur non confirmé
- Inspecteur cadet
- Sergent-major
- Sergent
- Caporal
- Gendarme

## Finances et budget
Le budget de fonctionnement de la police nigériane entre 1984 et 1988 est compris entre 360 et 380 millions de nairas et, en 1988, il passe à 521 millions de nairas. D'importantes augmentations de dépenses sont réalisées, de 206 millions de nairas en 1986 et de 260,3 millions de nairas en 1988, représentant 3,5 et 2,5 % du total des dépenses fédérales au cours de ces années. Ces augmentations sont utilisées pour acquérir de nouveaux équipements de communication, véhicules et armes pour lutter contre la vague croissante de criminalité, comme par exemple 100 camions britanniques Leyland DAF Comet livrés en 1990. Malgré ces achats, une étude réalisée en 1990 conclut que le budget de la force de police doit doubler pour répondre aux besoins.

## Structure salariale
À la suite de l'augmentation des salaires de 2010, le gouvernement fédéral sous la direction de Goodluck Jonathan étend l'ensemble des salaires et indemnités aux militaires, paramilitaires, policiers et officiers du renseignement, qui n'étaient pas toujours couverts par des révisions salariales similaires dans le passé. L'extension de l'augmentation aux autres fonctionnaires, par opposition aux fonctionnaires de base, fait grimper l'ensemble de la masse salariale à 267,4 milliards de nairas[Information douteuse] en 2010. Sur la base de cette structure salariale, les détails du salaire par grade ou grade des officiers de police nigérians sont indiqués ci-dessous. Le gouvernement fédéral du Nigeria, sous la direction du président Muhammadu Buhari, approuve le 26 novembre 2018 une nouvelle structure salariale,,, mais les détails ne sont pas tous publics, ils ne sont donc pas inclus dans le tableau ci-dessous.
| Rang | Grade                                            | Salaire mensuel | Salaire annuel |
| ---- | ------------------------------------------------ | --------------- | -------------- |
| 1    | Recrue                                           | 9 019,42 ₦      | 108 233, 04 ₦  |
| 2a   | Constable Grade 03                               | 43 293,83 ₦     | 519 525,60 ₦   |
| b    | Constable Grade 10                               | 49 113,59 ₦     | 613 363,08 ₦   |
| 3a   | Caporal Grade 04 (1)                             | 44 715,53 ₦     | 536 586,36 ₦   |
| b    | Caporal Grade 04 (10)                            | 51 113,59 ₦     | 613 363,08 ₦   |
| 4a   | Sergent Grade 05 (1)                             | 48 540,88 ₦     | 582 490,56 ₦   |
| b    | Sergent Grade 05 (10)                            | 55 973,84 ₦     | 671 686,08 ₦   |
| 5a   | Sergent-major Grade 06 (1)                       | 55 144,81 ₦     | 661 737,72 ₦   |
| b    | Sergent-major Grade 06 (10)                      | 62 204,88 ₦     | 746 458,56 ₦   |
| 6a   | Inspecteur cadet Grade 07 (1)                    | 73 231,51 ₦     | 878 778,12 ₦   |
| b    | Inspecteur cadet Grade 07 (10)                   | 87 135,70 ₦     | 1 045 628,40 ₦ |
| 7a   | Superintendant de police assistant Grade 08 (1)  | 127 604,68 ₦    | 1 531 256,16 ₦ |
| b    | Superintendant de police assistant Grade 08 (10) | 144 152,07 ₦    | 1 729 824,84 ₦ |
| 8a   | Superintendant de police assistant Grade 09 (1)  | 136 616,06 ₦    | 1 639 392,72 ₦ |
| b    | Superintendant de Police Grade 09 (10)           | 156 318,39 ₦    | 1 875 820,68 ₦ |
| 9a   | Superintendant adjoint de police Grade 10 (1)    | 148 733,29 ₦    | 1 784 799,48 ₦ |
| b    | Superintendant adjoint de police Grade 10 (10)   | 170 399,69 ₦    | 2 044 796,28 ₦ |
| 10a  | Superintendant de police Grade 11 (1)            | 161 478,29 ₦    | 1 937 739,49 ₦ |
| b    | Superintendant de police Grade 11 (10)           | 187 616 ₦       | 2 251 400,28 ₦ |
| 11a  | Superintendant de police en chef Grade 12 (1)    | 172 089,06 ₦    | 2 065 068,72 ₦ |
| b    | Superintendant de police en chef Grade 12 (08)   | 199 723,96 ₦    | 2 396 687,52 ₦ |
| 12a  | Commissaire de police assistant Grade 13 (1)     | 183 185,73 ₦    | 2 198 228,76 ₦ |
| b    | Commissaire de police assistant Grade 13 (10)    | 212 938,96 ₦    | 2 555 257,92 ₦ |
| 13a  | Commissaire de police adjoint Grade 14 (1)       | 242 715,65 ₦    | 2 912 587,80 ₦ |
| b    | Commissaire de police adjoint Grade 14 (07)      | 278 852,79 ₦    | 3 346 233,48 ₦ |
| 14a  | Commissaire de police Grade 15 (1)               | 266 777,79 ₦    | 3 201 333,48 ₦ |
| b    | Commissaire de police Grade 15 (06)              | 302 970,47 ₦    | 3 635 645,64 ₦ |
| 15   | Inspecteur général de la police assistant        | 499 751,87 ₦    | 5 997 022,44 ₦ |
| 16   | Inspecteur général de la police adjoint          | 546 572,73 ₦    | 6 558 872,76 ₦ |
| 17   | Inspecteur général de la police                  | 711 498 ₦       | 8 537 976 ₦    |

## Controverses

### Violations des droits de l'homme
Des cas de corruption et de violation des droits de l'homme par la police nigériane ont été signalés. L'un des rapports les plus accablants est publié le 17 août 2010 par Human Rights Watch (HRW). Un autre rapport, publié par Amnesty International USA en 2021, accuse la police d'intimidations de journalistes, d'expulsion forcée et d'autres violations des droits humains.
Le 12 mai 2020, le journal This Day publie un rapport sur les abus flagrants et les violations des droits de l'homme commis par la police nigériane pendant le confinement, lors de la pandémie de COVID-19. Le rapport du journal accuse la police nigériane d'avoir commis davantage d'exécutions extrajudiciaires et d'autres violations des droits de l'homme pendant la période de prolongation du confinement dans le pays.

### Affaires de corruption
Bien que la police soit généralement considérée comme un choix de carrière attrayant, elle connaît des problèmes endémiques de recrutement, de formation, d'efficacité et d'indiscipline, et elle manque d'expertise dans des domaines spécialisés. La corruption et la malhonnêteté sont répandues, engendrant un faible niveau de confiance du public, un défaut de signalement des crimes et des tendances à recourir à l'auto-assistance (se faire justice soi-même). La police est plus apte aux opérations paramilitaires et à l'exercice de la force qu'aux fonctions de service communautaire ou à la prévention, à la détection des crimes et à l'enquête.
En février 2019, il est signalé que des policiers nigérians gagnent fréquemment de l'argent supplémentaire en extorquant des résidents. Le 30 juillet 2019, trois officiers de la police de l'État d'Anambra sont arrêtés pour avoir extorqué trois résidents. Le 10 novembre 2019, la police nigériane publie une déclaration révélant qu'un officier de la Safer Highways Patrol, Onuh Makedomu, avait été arrêté après avoir été filmé en train d'accepter un pot-de-vin d'un automobiliste à Lagos. Le 9 mars 2020, deux officiers de la police nigériane de Lagos, le surintendant adjoint de la police Adebayo Ojo et le sergent Adeleke Mojisola sont tous deux arrêtés pour avoir extorqué de l'argent à une femme. Le 11 avril 2020, un autre officier de la police de Lagos, l'inspecteur Taloju Martins, est arrêté après avoir été filmé en train de forcer un automobiliste à lui donner de l'argent,. Le 3 juin 2020, le commandement de la police de l'État d'Adamawa annonce l'arrestation d'un de ses officiers pour le meurtre d'un motocycliste qui avait refusé de lui verser un pot-de-vin.
Les rapports faisant état de collusion entre la police et des criminels sont courants, tout comme les appels officiels aux policiers pour qu'ils changent d'attitude envers le public, soient justes et honnêtes et évitent les pratiques de corruption. Afin de réduire la corruption et de faciliter l'identification des contrevenants, les policiers en patrouille et aux points de contrôle ne sont pas autorisés à avoir plus de 5 ₦ sur eux.
La police nigériane est classée comme l'institution considérée comme la plus corrompue par la population au Nigeria, selon une enquête réalisée par des chercheurs de l'Université Ahmadu Bello.

### Violences policières
La police est régulièrement accusée de suivre une politique de « feu pour feu » dans laquelle de nombreux suspects capturés meurent en garde à vue ou sont « abattus alors qu'ils tentaient de s'échapper ». Des décennies de corruption policière et officielle et l'incapacité persistante à former correctement les policiers conduisent à une situation où les exécutions extrajudiciaires sont une forme acceptée de traitement des personnes que la police considère comme des criminels. La dernière victime en date est Mohamed Yusuf, le chef de la secte Boko Haram au Nigeria, encore vivant lors de sa capture par l'armée en 2009,.
En juin 1986, l'utilisation d'une violence excessive pour réprimer les troubles étudiants conduit l'AFRC à ordonner à la police de n'utiliser que des balles en caoutchouc pour contenir les émeutes étudiantes.
En septembre 2005, le Nigeria renvoie 120 policiers servant dans la mission des Nations unies au Congo en raison d'accusations selon lesquelles ils se seraient livrés à des abus sexuels.
En octobre 2018, huit policiers de la ville de Boipatong sont arrêtés pour avoir torturé puis assassiné un ressortissant nigérian en octobre 2017. Le 2 août 2019, deux officiers de la brigade de lutte contre les sectes , l'inspecteur Ogunyemi Olalekan et le sergent Godwin Orji, sont arrêtés et accusés du meurtre d'un homme lors d'un raid à Lagos. Le 21 août 2019, quatre membres de la brigade spéciale anti-vol (SRAS) de la police nigériane sont arrêtés et accusés de meurtre après avoir été surpris en train de malmener un homme, puis d'abattre deux voleurs de téléphone présumés en plein jour. Les deux voleurs de téléphone présumés ont été abattus après leur arrestation.
Le 5 janvier 2020, trois officiers de la police nigériane sont arrêtés après avoir battu un passager d'un bus, qui s'est avéré être le juge de la Cour suprême nigériane, après qu'il a refusé de déverrouiller son téléphone portable. Le 3 avril 2020, un policier est arrêté pour avoir agressé un travailleur portuaire. Le 18 avril 2020, la police déclare que deux de ses agents ont été arrêtés après avoir été filmés en train de battre une femme au marché d'Odo Ori à Iwo, dans l'État d'Osun.
Le 28 avril 2020, le commandement de police de l'État de Rivers traduit en justice un ancien sergent, Bitrus Osaiah, pour avoir abattu sa collègue, Lovender Elekwachi, lors d'un raid contre le commerce de rue la semaine précédente. Osaiah est démis de ses fonctions le lendemain. Le 21 mai 2020, Yahaha Adeshina, l'officier de police divisionnaire de la division Ilemba Hausa, est arrêté pour avoir aidé Kehinde Elijah et Ezeh Joseph dans le meurtre du sergent Onalaja Onajide, le 10 mai 2020. Adeshina et les autres tireurs étaient recherchés pour « crimes violents ». Le 30 mai 2020, deux policiers de Lagos sont arrêtés pour avoir abattu une jeune fille de 16 ans,.
Le 31 juillet, Peter Ebah, un inspecteur du Commandement de l'État de Rivers, est arrêté pour avoir violé une femme à un poste de contrôle dans la région de Tai pour ne pas avoir porté de masque. Le 9 septembre 2020, il est toujours en détention en raison du viol. Une affaire impliquant des agents de la police nigériane à Abuja qui auraient violé certaines des 65 femmes arrêtées pour activités illicites dans une boîte de nuit en avril 2019 après avoir refusé de verser des pots-de-vin aux agents pour leur libération est également toujours en cours.

### Action lors des violences religieuses de 2009
Les violences religieuses font au moins 150 morts en deux jours après une série d'attentats le 26 juillet 2009 dans plusieurs villes nigérianes,. Les villes de Bauchi dans l'État du même nom, Maiduguri dans l'État de Borno, Potiskum dans l'État de Yobe et Wudil sont attaquées. Des témoins affirment que plus de 250 personnes sont mortes. Le Nigeria affirme que la plupart des morts sont des militants. Les combats ont commencent le 26 juillet lorsque Boko Haram, une organisation terroriste islamiste, attaque un poste de police en représailles à l'arrestation de ses dirigeants. La police répond par ses propres représailles et un couvre-feu est déclaré dans la zone.
Les attaques se propagent et des cadavres sont retrouvés dans des postes de police, des personnes fuient leurs maisons et certaines sont tirées de leurs voitures pour être abattues alors que des postes de police sont incendiés. Les troupes nigérianes encerclent la maison de Mohammed Yusuf, chef du mouvement Boko Haram, à Maiduguri, le 28 juillet après que ses partisans se sont barricadés à l'intérieur. Il s'agit de la pire vague de violence religieuse que le Nigeria ait connue depuis novembre 2008.

## Réformes et tentatives de réformes
Sous la présidence de l'ancien chef de l'État Olusegun Obasanjo, une tentative est faite pour élargir les critères d'entrée dans la police en réduisant l'âge de recrutement de dix-neuf à dix-sept ans et en enrôlant des soldats démobilisés, mais cela échoue. Au milieu des années 1980, le ministre de la police fédérale de l'époque reconnaît que la police n'a récupéré que 14 % des 900 millions de dollars de biens déclarés volés au cours des six mois précédents, et que seulement 20 % des 103 000 personnes arrêtées ont été reconnues coupables, un record d'inefficacité similaire à celui rapporté dans les années 1960.
Avant même les violences entourant le soulèvement de Boko Haram dans le nord du Nigeria, des questions se posaient sur la conduite des forces de sécurité. Le gouvernement tente actuellement de réformer la police. Ils produisent un livre blanc contenant 79 recommandations pour améliorer les forces de police, qui doit être examiné par l'Assemblée nationale et transformé en un projet de loi sur la réforme de la police. Des réformes clés telles que l'augmentation à 100 $ par mois minimum de tous les policiers, qui parfois sont payés seulement 40 $ par mois, le traitement des cas des 10 000 officiers ayant un casier judiciaire embauchés entre 2001 et 2004, l'établissement d'un système fiable de plainte contre la police, l'éducation des recrues, la gestion transparente des postulants et demandes d'embauche, la fourniture d'un réseau de communication fonctionnel, de meilleurs outils d'enquête et de la formation pour les utiliser.

### Loi de 2020 sur la police
En septembre 2020, l'Assemblée nationale nigériane adopte un projet de loi sur la réforme de la police, promulgué par le président nigérian Muhammadu Buhari le 16 septembre 2020. La nouvelle loi, connue sous le nom de Nigeria Police Act of 2020, abroge le Police Act de 2004, et prévoit une force de police plus efficace et mieux organisée, guidée par les principes de transparence et de responsabilité dans ses opérations et la gestion de ses ressources. Il aborde également les défis de la structuration, des nominations, des promotions, de la discipline, des affectations, des conditions de vie, des pensions et des prestations de retraite de la police nigériane.

### Mouvement #EndSARS et conséquences sur la police
En octobre 2020, les manifestants du mouvement End SARS estiment que les policiers nigérians ne sont pas suffisamment payés et, en complément des protestations contre les violences policières, ils appellent à une augmentation des salaires de la police afin qu'ils puissent être « rémunérés de manière adéquate afin de mieux protéger la vie et les biens des citoyens ».
Le 4 octobre 2020, Muhammed Adamu, inspecteur général de la police, annonce que l'escouade fédérale spéciale anti-vol (SARS) et d'autres escouades tactiques arrêteront ces opérations, y compris les contrôles de circulation, « avec effet immédiat ». Le 11 octobre, une semaine après avoir fait cesser ses opérations, Adamu démantèle le SRAS. Le 22 octobre 2020, le président nigérian Muhammadu Buhari confirme dans un discours diffusé publiquement que la controversée Special Anti-Robbery Squad (SARS) du Nigeria a été démantelée et accuse certains de ses membres d'avoir « fait un usage excessif de la force lorsque l'unité était opérationnelle ». Certains anciens membres de la brigade sont alors poursuivis devant la justice pour extorsion, viol et meurtre, après de nombreuses plaintes de la part de citoyens nigérians. Après le démantèlement de l'unité, une autre unité tactique est mise en place, appelée SWAT.

## Entraînement
La formation de la police est dirigée depuis le quartier général par un inspecteur général adjoint désigné comme commandant. Les recrues sont formées dans les écoles de police d'Oji River, de Maiduguri, de Kaduna et d'Ikeja, qui forment également d'autres membres du personnel de sécurité du pays. Le Collège de police d'Ikeja forme des surintendants adjoints et des sous-inspecteurs cadets. Il existe aussi des écoles de formation continue, notamment l'école de formation de la force mobile de la police à Guzuo, au sud-ouest d'Abuja, l'école de formation contre le terrorisme de Nonwa Tai, dans l'État de Rivers, le Police Detective College à Enugu, le Police Dogs Service Training Centre et le Centre d'entraînement monté.
En août 1989, l'ancien chef de l'État, le général Ibrahim Babangida pose devant la première pierre d'une Académie de police dans l'État de Kano. Elle doit être affiliée à l'Université Bayero jusqu'à ce qu'une infrastructure adéquate soit disponible pour un fonctionnement indépendant. L'admission est réglementée par le mérite, par un système de quotas et par le pouvoir fédéral. Le commandant possède le grade minimum d'Inspecteur général adjoint et est assisté d'un doyen qui supervise le programme académique.
Inspirée de l'Académie nigériane de la défense de Kaduna, l'Académie de police doit offrir un programme universitaire et professionnel de cinq ans pour les nouveaux cadets et un cours intensif de dix-huit mois pour les diplômés universitaires aspirant à une carrière dans la police. Ibrahim Babangida révèle également son intention d'obtenir une assistance technique de la Grande-Bretagne pour établir un programme central de planification et de formation afin de moderniser et d'améliorer la formation de la police.

## Équipement
La police nigériane utilise divers véhicules au cours de ses opérations :
- Hélicoptère Bell 412
- Véhicules blindés Terradyne Gurkha
- Toyota Hilux
- Cessna CitationExcel

#### Évènements liés à l'histoire de la police
- Conflit dans le delta du Niger
- Mouvement pour la survie du peuple Ogoni
- Mouvement End SARS

#### Autres organismes d'application de la loi au Nigeria
- Service de sécurité de l'État (SSS)
- Agence nationale de renseignement (NIA)
- Commission des crimes économiques et financiers